# Alejandro Marqués
Abel Ruiz Ortega, né le 28 janvier 2000 à Caracas, est un footballeur espagnol qui joue au poste d'attaquant avec le FC Barcelone.

## Biographie

### Carrière en club
Avec les moins de 19 ans du FC Barcelone, il gagne notamment  la Youth League en 2018.

#### Juventus Turin
Le 25 janvier 2020, le FC Barcelona annonce son transfert à la Juventus de Turin pour 8,2 millions d'euros.

### Équipe d'Espagne
Le 28 octobre 2017, Alejandro Marquez fait partie de l'équipe espagnole qui s'incline devant l'Angleterre en finale de la Coupe du monde des moins de 17 ans disputée en Inde. Il inscrit un but au cours de cette compétition.

## Palmarès
- Espagne moins de 19 ans
  - Vainqueur du championnat d'Europe des moins de 19 ans en 2019.